# Acrocirrus crassifilis
Acrocirrus crassifilis är en ringmaskart som beskrevs av Moore 1923. Acrocirrus crassifilis ingår i släktet Acrocirrus och familjen Acrocirridae. Inga underarter finns listade i Catalogue of Life.